# Penaeaceae
Penaeaceae Sweet ex Guill. è una famiglia di piante angiosperme dell'ordine Myrtales.

## Tassonomia
La famiglia comprende i seguenti generi:
- Olinia Thunb.
- Penaea L.
- Rhynchocalyx Oliv.